# Leonberg (Marktl)
Leonberg ist ein Ortsteil des Marktes Marktl im oberbayerischen Landkreis Altötting. 
Der Weiler liegt nordwestlich des Kernortes Marktl und nördlich des Inns. Unweit westlich, östlich und südlich des Ortes erstreckt sich das rund 205 ha große Naturschutzgebiet Innleite bei Marktl mit Dachlwand.

## Sehenswürdigkeiten
In der Liste der Baudenkmäler in Marktl ist für Leonberg ein Baudenkmal aufgeführt:
- Die im Jahr 1586 erbaute katholische Kirche St. Sebastian (Leonberg 57) ist eine Saalkirche. Seitenkapellen, Sakristei und Turm wurden nach der Mitte des 17. Jahrhunderts errichtet. Die Kirchhofsmauer mit Stichbogenblenden stammt aus der zweiten Hälfte des 17. Jahrhunderts.